# Ecovista
ecoVista e.K. fungiert als Holding für eine Gruppe von Unternehmen im Linienverkehr und Reiseverkehr. Sie hat ihren Sitz in Augsburg.
Entstanden ist die Unternehmensgruppe ursprünglich durch Übernahme der Firma Gute Reise Hauck im Jahr 2020.

## Unternehmen
Operativ tätig sind folgende Unternehmen:
- Mundstock Reisen, Vechelde
- BMobility24, Berlin (zusätzlich mit den Marken BUSMOBIL24 und PremiumBus)
- Gute Reise Hauck, Westheim

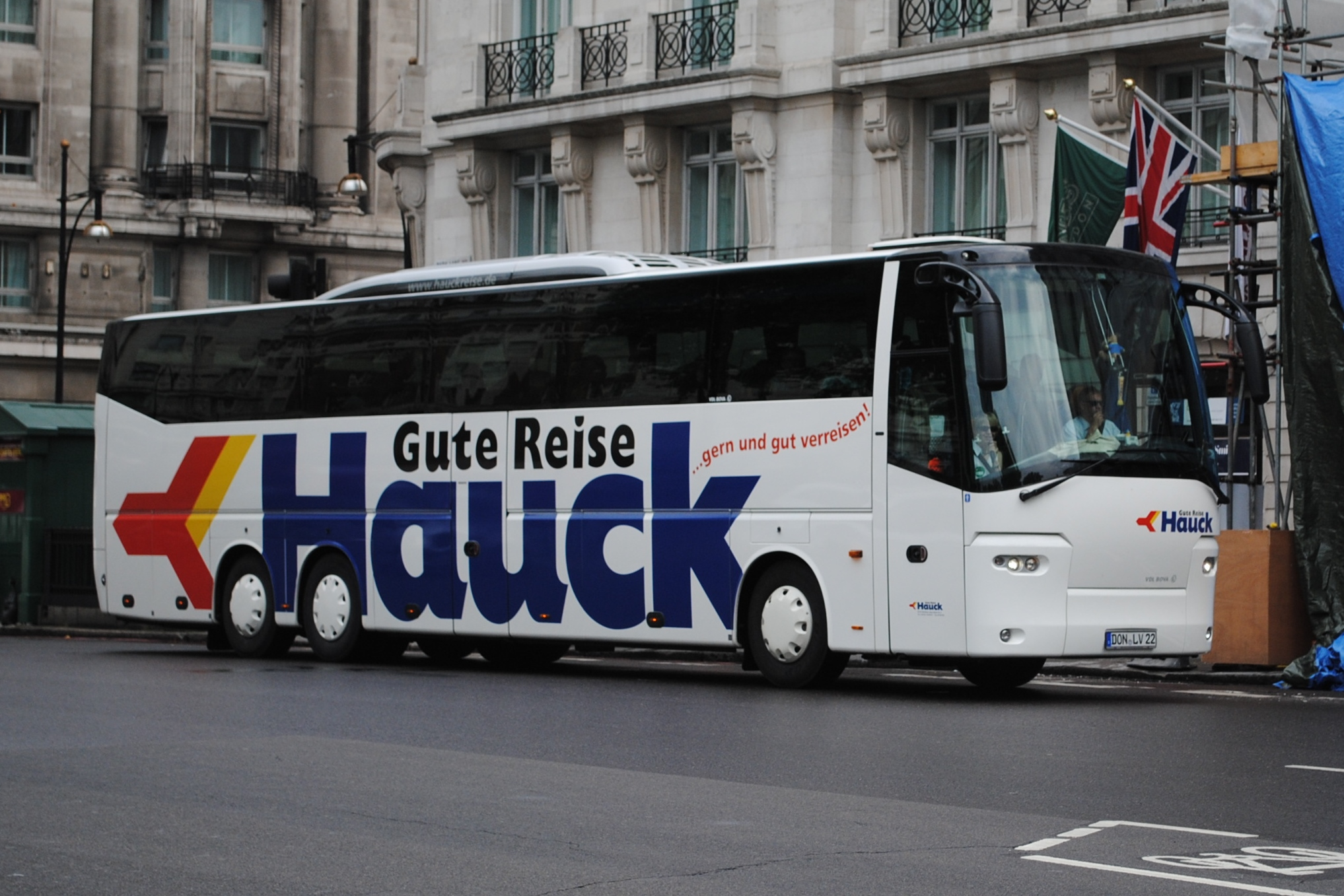
Reisebus der Firma Gute Reise Hauck von VDL

- OMNY, Westheim/München/Elsenfeld/Aschaffenburg

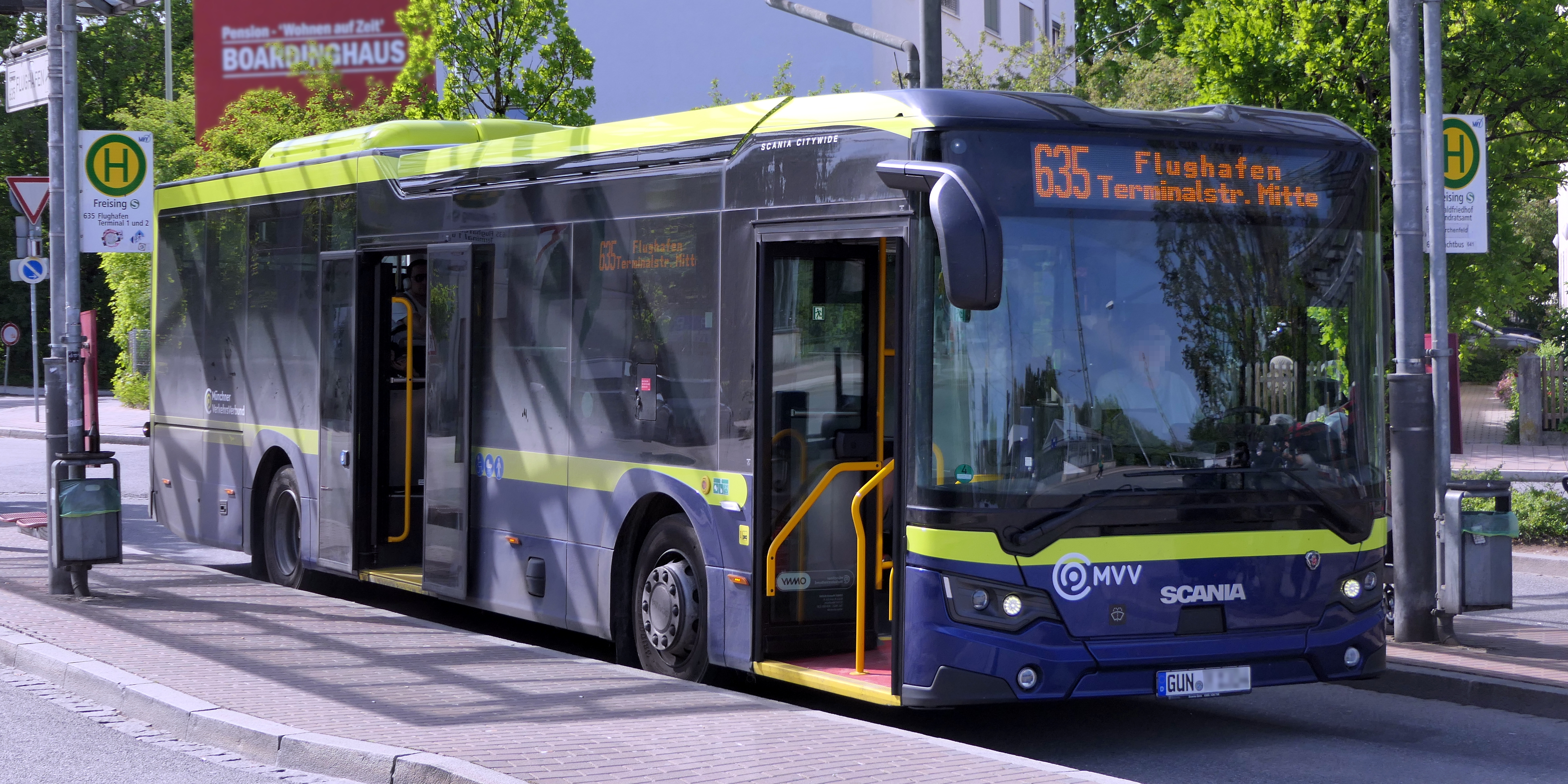
MVV-Linienbus der Firma OMNY von Scania

- ecoVista SEV, Potsdam

## Linien
Stand: 1. Juli 2025
| Linie  | Verlauf                                                                               |
| ------ | ------------------------------------------------------------------------------------- |
|        | VAB Verkehrsgemeinschaft am Bayerischen Untermain                                     |
| 64     | Hessenthal – Krausenbach – Neuhammer – Eschau – Elsenfeld                             |
| 65     | Streit – Mechenhard – Erlenbach                                                       |
| 69     | Elsenfeld – Rück – Streit – Eschau – Eichelsbach – Elsenfeld                          |
| 81     | Miltenberg – Großheubach – Röllfeld – Klingenberg – Erlenbach                         |
| 83     | Miltenberg – Mönchberg – Eschau – Wildensee – Stadtprozelten – Wertheim               |
| 85     | Miltenberg – Freudenberg – Collenberg – Stadtprozelten – Wertheim                     |
| 87     | Miltenberg – Wenschdorf – Monbrunn – Schippach – Berndiel                             |
|        | VGN Verkehrsverbund Großraum Nürnberg                                                 |
| 648    | Gunzenhausen – Gnotzheim – Ostheim – Westheim – Roßmeiersdorf – Hüssingen – Oettingen |
| 649    | Gunzenhausen – Heidenheim – Hechlingen – Ursheim – Polsingen – Döckingen              |
| 879    | Hechlingen – Heidenheim – Westheim – Wassertrüdingen                                  |
|        | MVV Münchner Verkehrs-und Tarifverbund                                                |
| X206   | Lohhof Nord – Oberschleißheim – München Feldmoching                                   |
| 293    | Dirnismaning – Garching                                                               |
| 452    | Vaterstetten – Baldham Dorf – Weißenfeld – Parsdorf – Grub Süd                        |
| 466    | Parsdorf Posthalterring – Weißenfeld – Hergolding – Baldham Dorf – Baldham Nord       |
| 466(V) | Baldham Nord – Hergolding – Parsdorf Dorfplatz                                        |
| 635    | Freising – Flughafen Terminalstr Mitte                                                |
| 692    | Hallbergmoos /Ort – Mintraching – Neufahrn                                            |

## Projekt Schienenersatzverkehr Berlin – Hamburg

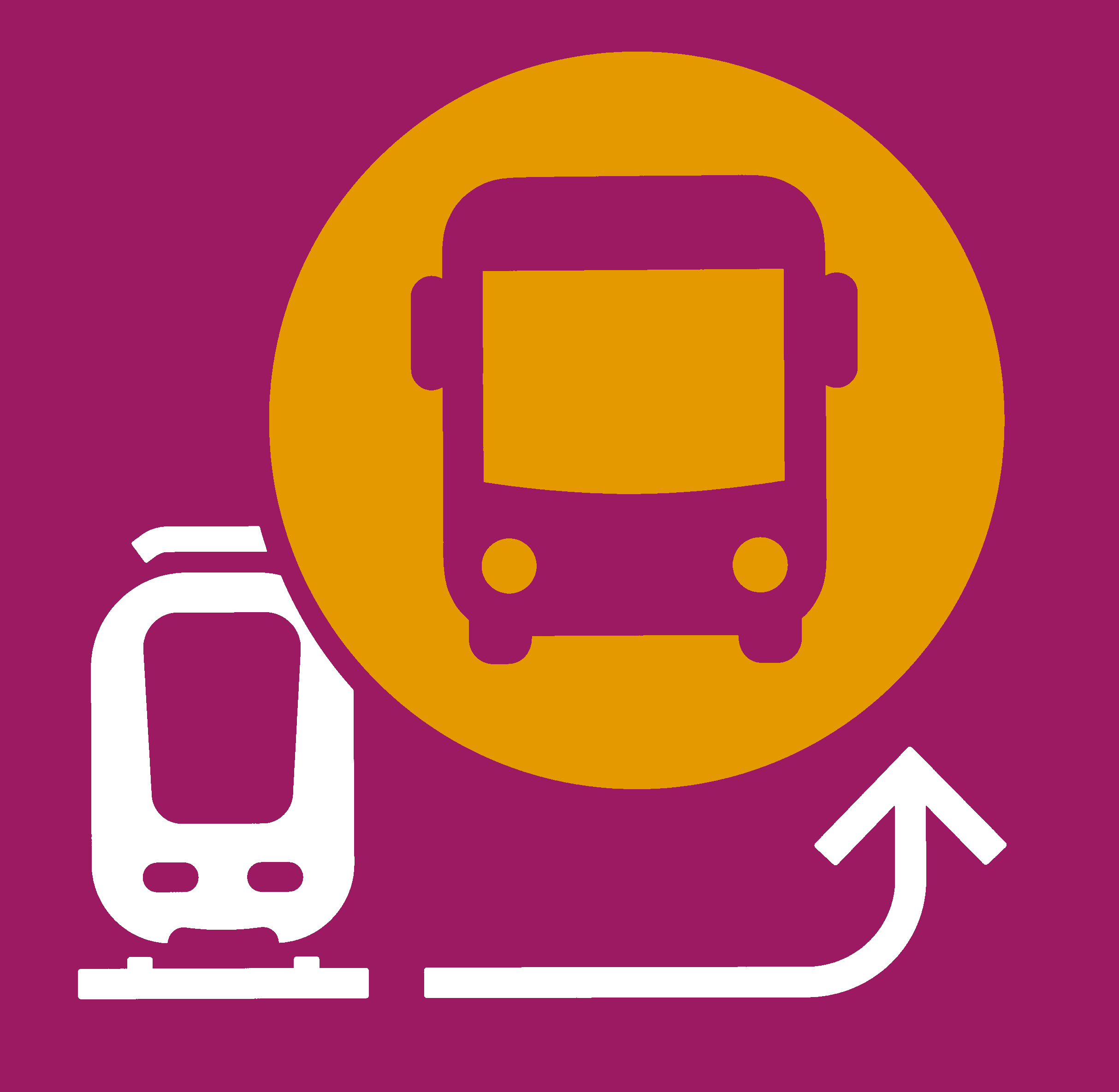
SEV-Logo der Deutschen Bahn

Zwischen Berlin und Hamburg führt die ecoVista-Gruppe auf 26 Linien ab 1. August 2025 für 9 Monate mit ca. 200 Bussen und ca. 600 Fahrerinnen und Fahrern im Auftrag der DB den Schienenersatzverkehr durch.
Es handelt sich um den bisher umfangreichsten Schienenersatzverkehr in Deutschland.
In dieser Zeit steigt damit die Mitarbeitenden-Zahl der Unternehmensgruppe auf ca. 1000 und die Anzahl der Busse auf ca. 600 an.

### SEV-Linien Hamburg - Berlin
Stand: 1. August 2025
| Linie       | Verlauf                                  |
| ----------- | ---------------------------------------- |
| A           | Schwerin Süd - Ludwigslust               |
| B B2        | Hamburg-Bergedorf - Schwerin             |
| B3          | Hamburg-Bergedorf - Büchen               |
| B4          | Hamburg-Bergedorf - Schwarzenbek         |
| C           | Hamburg Steinfurther Allee - Hagenow     |
| C2          | Hamburg Steinfurther Allee - Büchen      |
| D           | Hamburg-Bergedorf - Hagenow Land         |
| D2          | Hamburg-Bergedorf - Schwanheide          |
| G           | Grieben - Bobitz                         |
| H           | Hamburg Steinfurther Allee - Ludwigslust |
| J           | Hagenow - Ludwigslust                    |
| K           | Hagenow - Alt Zachun                     |
| L           | Mölln - Lauenburg                        |
| M           | Hamburg Wandsbek Markt - Mölln           |
| P           | Parchim - Perleberg Quitzow              |
| R           | Kyritz - Seegefeld                       |
| RB47        | Uelzen - Bad Bodenteich                  |
| RE20A       | Hohenwulsch - Stendal                    |
| RE20B RE20X | Uelzen - Salzwedel                       |
| S           | Perleberg Quitzow - Kyritz               |
| T           | Perleberg Quitzow - Osterburg            |
| X1          | Hamburg Steinfurther Allee - Schwerin    |
| X4          | Wittenberge - Brieselang                 |
| X8          | Schwerin - Perleberg                     |
| X9          | Schwerin Süd - Perleberg Quitzow         |